# USS Harding (DD-625)
Эскадренный миноносец «Хэрдинг» (англ. USS Harding (DD-625)) — американский эсминец типа Gleaves.
Заложен на верфи Seattle Tacoma Shipbuilding, Сиэтл 22 июля 1941 года. Спущен 28 июня 1942 года, вступил в строй 25 мая 1943 года.
C 15 ноября 1944 года быстроходный тральщик DMS-28.
16 апреля 1945 года тяжело поврежден японским камикадзе северо-западнее острова Окинава.
Выведен в резерв 2 ноября 1945 года. Из ВМС США исключён 16 ноября 1945 года.
Продан 16 апреля 1947 года и разобран на слом.